# Церковь Осуждения

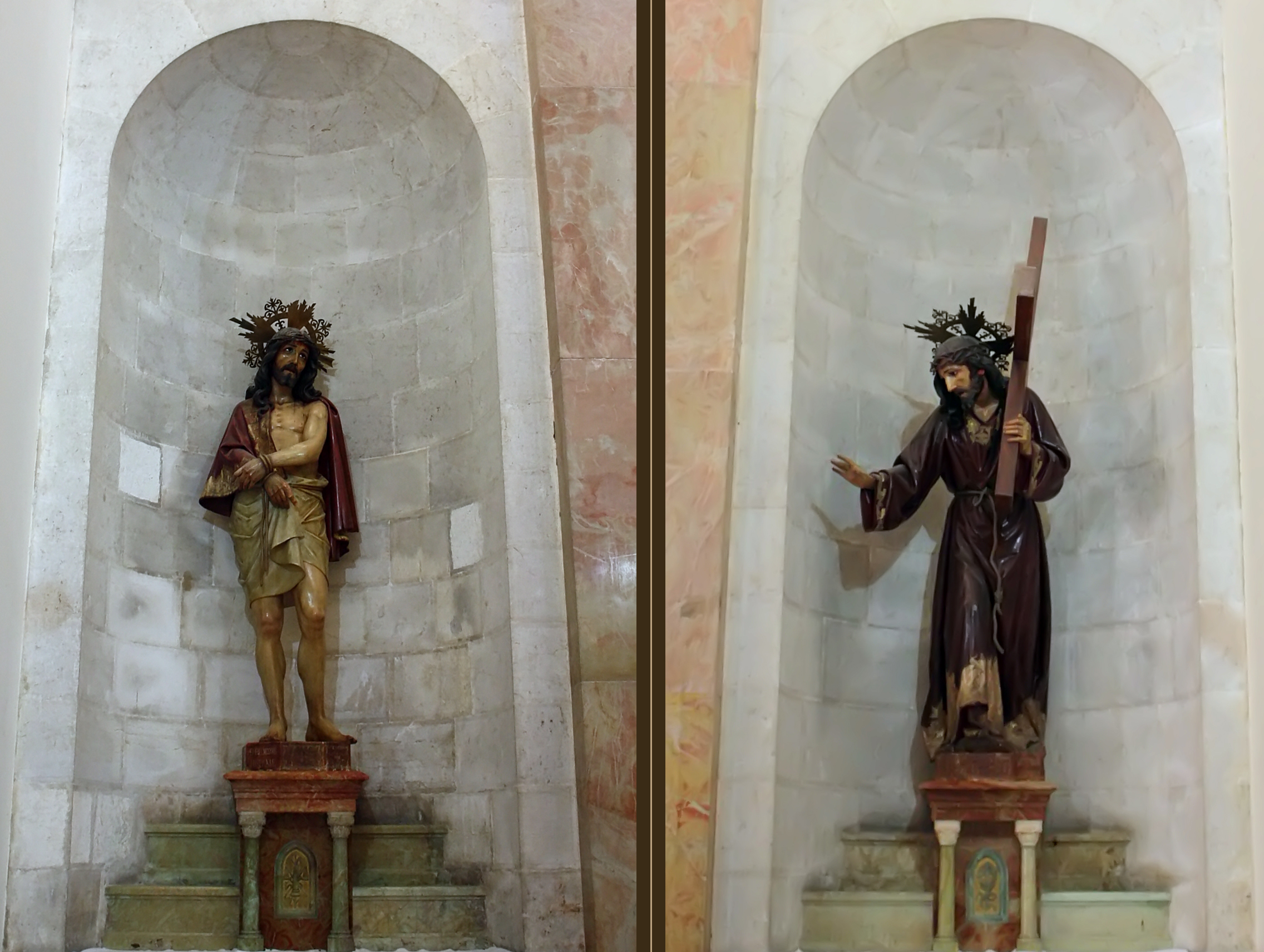
Скульптуры Иисуса Христа, которые показывают осуждение и наложение.

Церковь Осуждения (ивр. קפלת ההרשעה וכפיית הצלב‎) — римско-католическая церковь и место христианского паломничества в мусульманском квартале в Старом городе Иерусалима по дороге к Львиным воротам. Церковь является частью францисканского монастыря Бичевания, в который также входит церковь Бичевания.

## Традиция
Церковь отмечает место, которое традиционно считалось местом, где Иисус Христос взял свой крест после того, как был приговорен к смерти через распятие. Эта традиция основана на предположении, что часть римских каменных плит, обнаруженных под зданием и под соседним монастырем сестер Сиона, принадлежит Лифостротону, мостовой, которую Евангелие от Иоанна описывает как место суда Понтия Пилата над Иисусом Христом (Иоанна. 19:13). Археологические исследования в настоящее время указывают на то, что эти плиты являются мощением на востоке двух форумов II века, построенных Адрианом как часть Элии Капитолины. Местом проведения форума ранее был большой открытый бассейн, бассейн Струтион, который был построен Хасмонеями и упоминался в I веке Иосифом как примыкающий к крепости. Бассейн все ещё присутствует под каменными плитами Адриана.
Как и Филон, Иосиф Флавий свидетельствует, что римские правители оставались во дворце Ирода, когда они были в Иерусалиме, они приводили свои приговоры в действие на мостовой непосредственно перед дворцом, и тех, кто был признан виновным, бичевали там. Иосиф Флавий указывает, что дворец Ирода находился на западном холме, и недавно (в 2001 году) дворец был вновь обнаружен под углом Иерусалимской цитадели около Яффских ворот. Некоторые археологи теперь делают вывод, что в I веке римские правители судили на западном холме, а не на территории вокруг церкви Бичевания, на диаметрально противоположной стороне города.

## История
Первоначальная церковь была построена во времена Византийской империи. Позже она была преобразована в мечеть, а затем восстановлена как католический храм в 1904 году.

## Архитектура

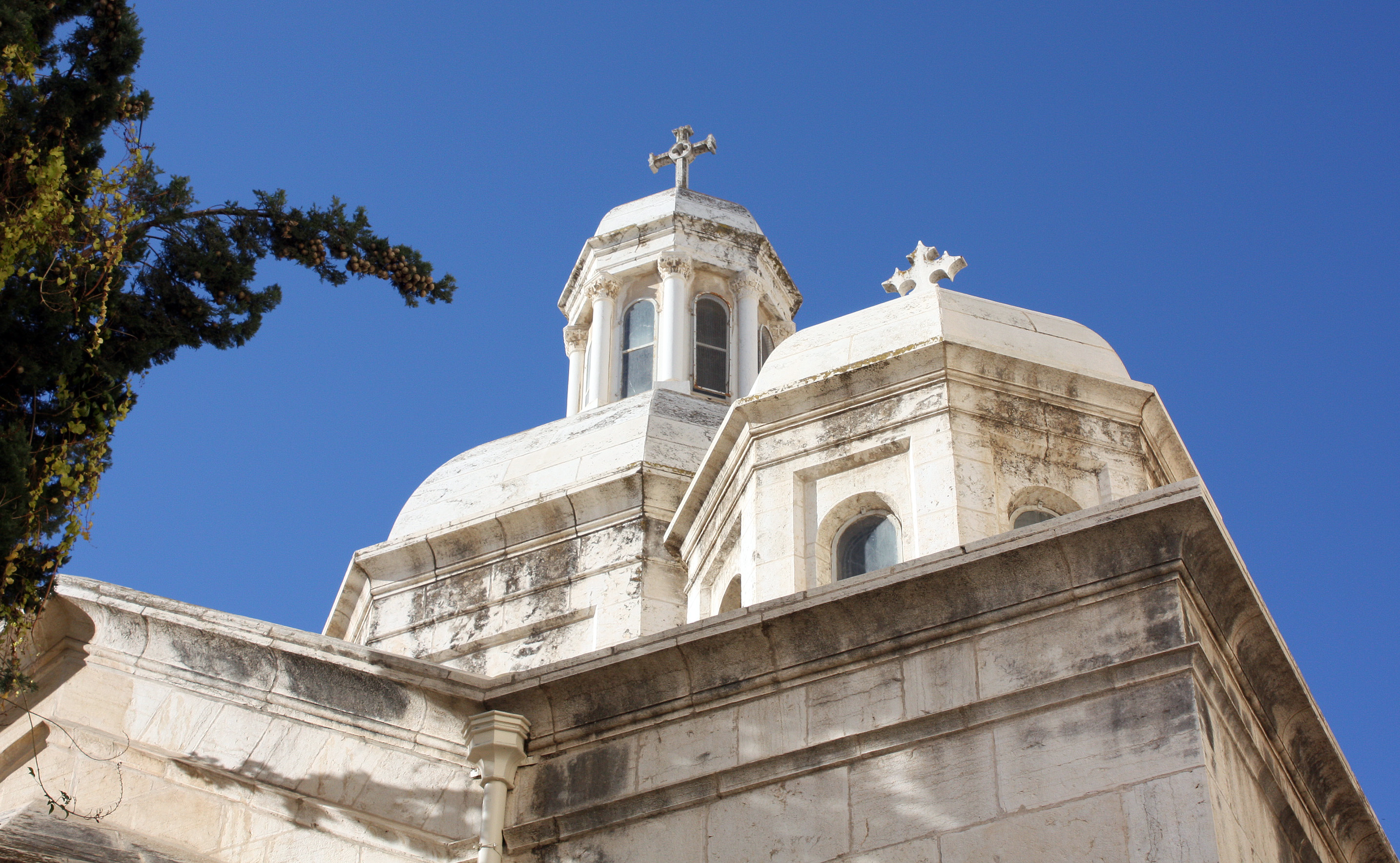
Внешний вид купола церкви

Церковь увенчана пятью белыми куполами, каждый из которых стоит на барабане с витражами, изображающими темы из Страстей Христовых. Фигуры из папье-маше в апсиде также визуально повествуют о Страстях. На одном витраже изображён Понтий Пилат приговаривающий Иисуса Христа к распятию. На другом витраже изображен Иоанн Богослов, отчаянно пытающийся помешать Деве Марии увидеть Христа, несущего крест по Виа Долороза. Настенные иллюстрации изображают Понтия Пилата, умывающего руки, и солдат, возлагающих крест на Иисуса Христа. Потолок поддерживают четыре колонны из розового мрамора. Пилястра встречаются на многих стенах, а миниатюрные коринфские колонны, по-видимому, поддерживают алтарь. Интересной особенностью этой церкви является пол римского периода, найденный рядом с её западной стеной. Типичный для полов той эпохи, он сделан из очень больших полосатых камней, которые удерживали копыта животных от скольжения.